# Hawaiibussard
Der Hawaiibussard (Buteo solitarius) ist ein Greifvogel aus der Familie der Habichtartigen (Accipitridae).
Er ist endemisch auf der hawaiianischen Insel Big Island.
Der Lebensraum umfasst Waldgebiete, landwirtschaftlich genutzte Flächen, Weideland und weitere baumbestandene Lebensräume bis 1700 m Höhe, Primärwald.
Der Artzusatz kommt von lateinisch solus ‚allein‘.

## Merkmale
Die Art ist 41 bis 46 cm groß, das Männchen wiegt etwa 441, das Weibchen etwa 606 g. Bei diesem Bussard ist der Sexualdimorphismus besonders ausgeprägt, außerdem gibt es eine helle und eine dunkle Morphe.
Bei der hellen Variante ist der Scheitel dunkelbraun, Kinn und Kehle sind weiß mit braunen Flecken, die Brust ist gleichfalls weiß und unterschiedlich, insbesondere an den Seiten deutlicher gefleckt. Die dunkle Morphe ist überwiegend braun mit weißlich bis gelbbraunem Schimmer auf der Unterseite, deutlich auf den Flanken.
Der Schnabel ist bläulich-schwarz, die Wachshaut leuchtend gelb, die Iris hellbraun, die Füße sind blass gelb.
Jungvögel der hellen Morphe haben einen weißen Scheitel mit etwas Gelbbraun, die Jungen der dunklen Variante sind deutlicher braun, Wachshaut und Füße sind bläulich-grün, die Iris ist grau.
Die Art ist monotypisch.

## Stimme
Es gibt verschiedene Rufe, die beschrieben werden als „Cheep, chirp“ und „zzeee“ von jungen Nestlingen, ältere und Jungvögel rufen „zze-ir“, Erwachsene „T-chew“ und „chew“.

## Lebensweise
Die Nahrung besteht hauptsächlich aus Vögeln, die von einer versteckten Warte aus gejagt werden. Mitunter wird die Beute auch zu Fuß verfolgt.
Die Brutzeit liegt zwischen April und Juni. Das Nest befindet sich in großen Bäumen in Stammnähe an einer Astgabel in einer mittleren Höhe von 9 m über dem Boden, es ist groß und massig, etwa 65 cm im Durchmesser.
Das Gelege besteht meist aus einem glatten, ovalen, hell bläulichem oder grünlich-weißem Ei mit unregelmäßigen bräunlichen Flecken.

## Gefährdungssituation
Die Art gilt als potenziell gefährdet (Near Threatened).